# Boluspor
Boluspor je turecký fotbalový klub z města Bolu, který byl založen v roce 1965. Svá domácí utkání hraje na stadionu Bolu Atatürk Stadyumu s kapacitou 8 881 diváků. Klubové barvy jsou bílá a červená.
V sezóně 2012/13 se umístil na 10. místě turecké druhé ligy PTT 1. Lig.

## Výsledky v evropských pohárech
| Soutěž     | Sezóna  | Kolo    | Soupeř          | Doma | Venku | Celkem |
| ---------- | ------- | ------- | --------------- | ---- | ----- | ------ |
| Pohár UEFA | 1974/75 | 1. kolo | Dinamo Bukurešť | 0:1  | 0:3   | 0:4    |